# Asaramanitra Ratiarison
Asaramanitra Ratiarison (Antananarivo, 7 de enero de 1988) es una deportista malgache que compite en judo. Ganó cuatro medallas de bronce en el Campeonato Africano de Judo entre los años 2013 y 2016.

## Palmarés internacional
| Campeonato Africano | Campeonato Africano     | Campeonato Africano | Campeonato Africano |
| Año                 | Lugar                   | Medalla             | Categoría           |
| ------------------- | ----------------------- | ------------------- | ------------------- |
| 2013                | Maputo (Mozambique)     | Medalla de bronce   | –48 kg              |
| 2014                | Puerto Louis (Mauricio) | Medalla de bronce   | –48 kg              |
| 2015                | Libreville (Gabón)      | Medalla de bronce   | –48 kg              |
| 2016                | Túnez (Túnez)           | Medalla de bronce   | –48 kg              |